# 알쿠비야데아베야네다

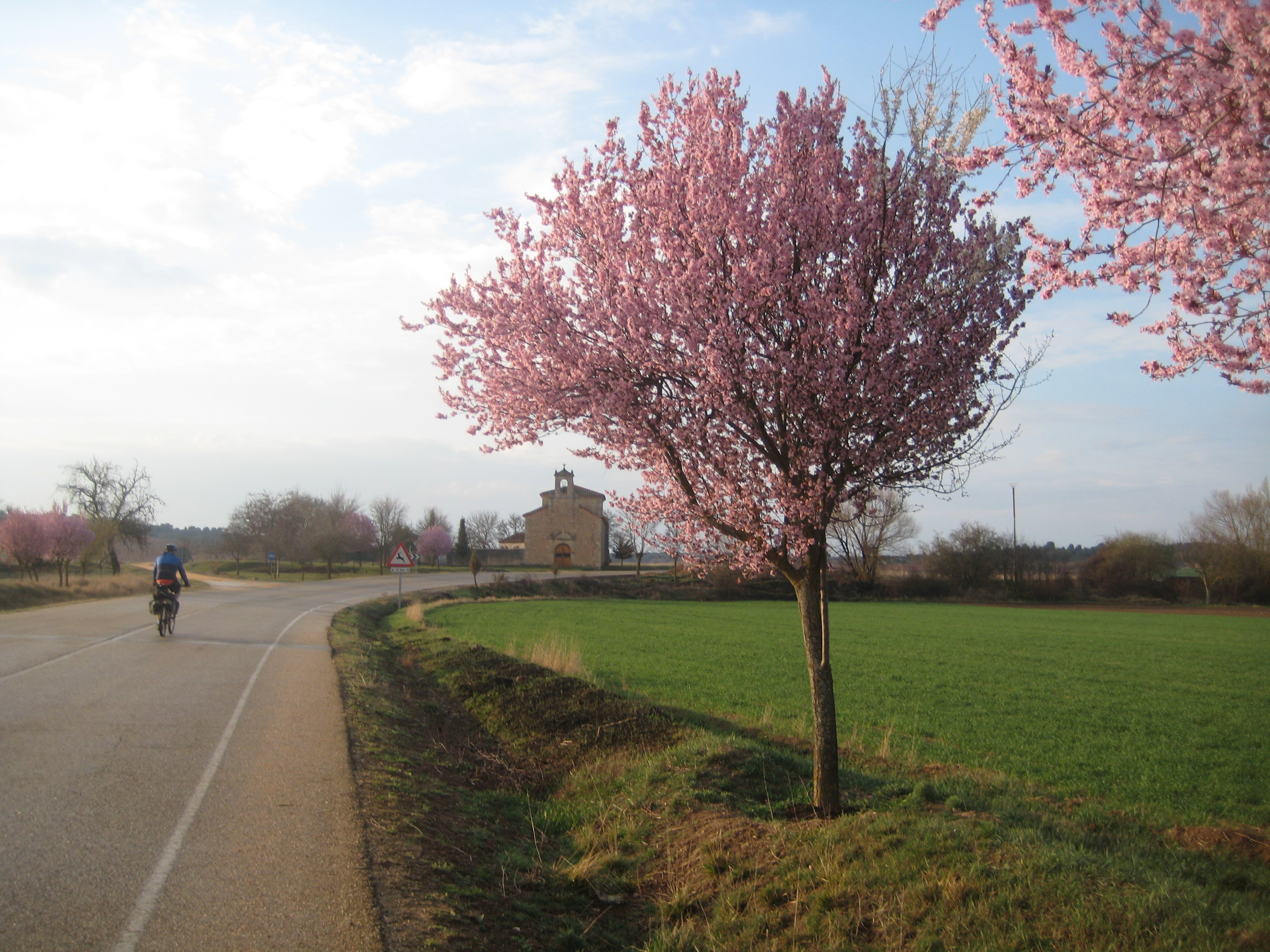
알쿠비야데아베야네다

알쿠비야데아베야네다(Alcubilla de Avellaneda)는 스페인 카스티야이레온주 소리아도에 위치한 지방 자치체이다. 2018년 기준으로 이 지역의 인구 수는 108명이다. 이 마을에는 르네상스 교회와 은둔처인 에르미타 델 산토 크리스토 델 캄피요(Ermita del Santo Cristo del Campillo)가 있다.
이 지역은 로마 시대부터 사람들이 거주하였다. 황동기의 2개의 검이 알코바라예르마(Alcoba la Yerma), 라세르나(La Serna) 부근의 시골 정착지에서 발굴되었다.